# Julian Champagnie
Julian Kymani Champagnie (Staten Island, Nueva York, 29 de junio de 2001) es un baloncestista estadounidense que pertenece a la plantilla de los San Antonio Spurs de la NBA. Con 2,01 metros de estatura, juega en la posición de alero. Es hermano gemelo del también jugador profesional de baloncesto, Justin Champagnie.

## Trayectoria deportiva

### Universidad
Jugó tres temporadas con los Red Storm de la Universidad St. John's, en las que promedió 16,0 puntos, 6,8 rebotes, 1,4 asistencias, 1,5 robos de balón y 1,0 tapones por partido. En su primera temporada fue incluido en el menor quinteto freshman de la Big East Conference, mientras que en su segunda temporada fue elegido uno de los dos jugadores más mejorados de la conferencia, e incluido en el mejor quinteto de la misma, algo que repetiría la temporada siguiente. El 2 de abril de 2022 se declaró elegible para el draft de la NBA, renunciando a su elegibilidad universitaria restante. Finalmente no fue reclutado.

#### Estadísticas
| Año     | Equipo     | PJ | PT | MPP  | %TC  | %3P  | %TL  | RPP | APP | ROB | TPP | PPP  |
| ------- | ---------- | -- | -- | ---- | ---- | ---- | ---- | --- | --- | --- | --- | ---- |
| 2019–20 | St. John's | 32 | 26 | 25.6 | .453 | .312 | .754 | 6.5 | .8  | 1.2 | .8  | 9.9  |
| 2020–21 | St. John's | 25 | 24 | 32.9 | .433 | .380 | .887 | 7.4 | 1.3 | 1.4 | 1.0 | 19.8 |
| 2021–22 | St. John's | 31 | 31 | 34.2 | .414 | .337 | .781 | 6.6 | 2.0 | 2.0 | 1.1 | 19.2 |
| Total   | Total      | 88 | 81 | 30.7 | .429 | .348 | .815 | 6.8 | 1.4 | 1.5 | 1.0 | 16.0 |

### Profesional
Tras no ser elegido en el Draft de la NBA de 2022, el 23 de junio firmó un contrato dual con los Philadelphia 76ers de la NBA y su filial de la G League, los Delaware Blue Coats. Siendo cortado el 14 de febrero de 2023, pero firmando un contrato dual con San Antonio Spurs dos días después.
El 6 de julio de 2023, firmó un nuevo contrato con los Spurs.
En agosto de 2024 renueva por otra temporada con San Antonio por $3 millones.

## Estadísticas de su carrera en la NBA

### Temporada regular
| Año     | Equipo       | PJ  | PT | MPP  | %TC  | %3P  | %TL  | RPP | APP | ROB | TPP | PPP  |
| ------- | ------------ | --- | -- | ---- | ---- | ---- | ---- | --- | --- | --- | --- | ---- |
| 2022-23 | Philadelphia | 2   | 0  | 3.3  | .000 | .000 | —    | .0  | .0  | .5  | .0  | .0   |
| 2022-23 | San Antonio  | 15  | 3  | 20.9 | .461 | .407 | .824 | 4.0 | .7  | .3  | .3  | 11.0 |
| 2023-24 | San Antonio  | 74  | 59 | 19.8 | .408 | .365 | .815 | 2.8 | 1.4 | .6  | .6  | 6.8  |
| 2024-25 | San Antonio  | 82  | 29 | 23.6 | .415 | .371 | .904 | 3.9 | 1.4 | .7  | .4  | 9.9  |
| Total   | Total        | 173 | 91 | 21.5 | .417 | .375 | .857 | 3.4 | 1.3 | .7  | .5  | 8.6  |